# 旭川市総合体育館
旭川市総合体育館（あさひかわしそうごうたいいくかん）は、北海道旭川市の花咲スポーツ公園内にある屋内総合スポーツ施設。2019年にネーミングライツ（命名権）が導入されており、以後は以下のように名称が変遷している。
- 2019年4月 - 2024年3月：旭川市リアルター夢りんご体育館（富士管財（リアルターグループ））[4]
- 2024年4月 - 2029年3月：リクルートスタッフィング リック&スー旭川体育館（リクルートスタッフィング）[2]

## 概要
1979年（昭和54年）開館。旭川市総合体育館条例のもと、同年10月1日に総合体育館運営協議会が設置された。体育館は財団法人旭川市スポーツ協会が指定管理者として運営管理を行っている、花咲スポーツ公園内に位置している。
主な施設は観覧席を有する主競技場のほか、第1 - 4体育室、幼児体育室、トレーニング室、シャワー室、放送室等。毎年期間を分けて、スポーツ教室が開かれている。他の市内の体育館同様、定期券が使用可能である。館内に旭川市スポーツ協会本部が置かれている。
2022年現在は、V.LEAGUE所属のヴォレアス北海道の本拠地となっており、ホームゲームの大半が本体育館で開催されている。ただし収容できる観客数が少なく（固定座席は1500人程度）、2024 - 25シーズンより新たに発足予定で、ヴォレアスも参入する方針の「S-V.LEAGUE」の基準（最低5000人以上の観客を収容できる施設が必要）を満たさないことから、旭川市では2030年頃を目処にS-V.LEAGUEの基準を満たす新館を建設する方針を明らかにしている。

## 施設
- 延べ床面積6,952m2（1階5,765m2、2階1,187m2）
- 主競技場1,812m2（47.6m×38.2m）
- 第1体育室115m2
- 第2体育室441m2
- 第3体育室181m2
- 第4体育室288m2
- 幼児体育室84m2
- トレーニング室340m2
- 開館時間 - 午前9時 - 午後9時
- 休館日 - 毎月最終金曜
- 無料駐車場収容数 - 339台
- 交通アクセス - 旭川駅からバスでおよそ15分

## 常磐分館
かつては市内の常磐公園内に常磐分館（旧：旭川市体育館）も存在した。元々は1950年（昭和25年）の北海道開発大博覧会の際に「開発館」として建設された建物で、資材は旧美幌飛行場（現：陸上自衛隊美幌駐屯地）の格納庫だったものを転用したとされている。1953年（昭和28年）には2,500人を収容可能な大ホールに改修されたが、1958年（昭和33年）に隣接地に旭川市公会堂が建設されると体育館に再度改修された。老朽化のため、1993年（平成5年）頃に閉鎖され、跡地には旭川市中央図書館がオープンした。